# マジード・ホセイニー
マジード・ホセイニー（ペルシア語: مجید حسینی , ラテン語:  Majid Hosseini，1996年6月20日 - ）は、イラン・キャラジ出身のサッカー選手。カイセリスポル所属。ポジションはディフェンダー。

## 経歴

### クラブ
サイパFC出身で、2014年11月にエステグラル・テヘランFCに加入した。その年の12月1日、ラーフ・アーハンFC戦でプロデビューした。
2015年、ラーフ・アーハンFCにレンタル移籍した。
2016年4月8日、ゴスタレシュ・フーラードFC戦でプロ初得点を記録した。
2018年7月30日、スュペル・リグのトラブゾンスポルに3年契約で移籍した。

### 代表
2013 FIFA U-17ワールドカップに出場、同大会ではキャプテンをつとめた。
2018年5月19日、ウズベキスタン戦で代表デビューを果たした。2018 FIFAワールドカップに出場するイラン代表の本大会メンバーに選出された。

## 代表歴

### 出場大会
- イラン代表
  - 2018 FIFAワールドカップ
  - 2022 FIFAワールドカップ

### 試合数
- 国際Aマッチ 25試合 0得点（2018年-）[7]

| イラン代表 | 国際Aマッチ | 国際Aマッチ |
| 年         | 出場        | 得点        |
| ---------- | ----------- | ----------- |
| 2018       | 7           | 0           |
| 2019       | 6           | 0           |
| 2020       | 0           | 0           |
| 2021       | 1           | 0           |
| 2022       | 8           | 0           |
| 2023       | 3           | 0           |
| 2024       |             |             |
| 通算       | 25          | 0           |